# Karl Karlowitsch Rachau

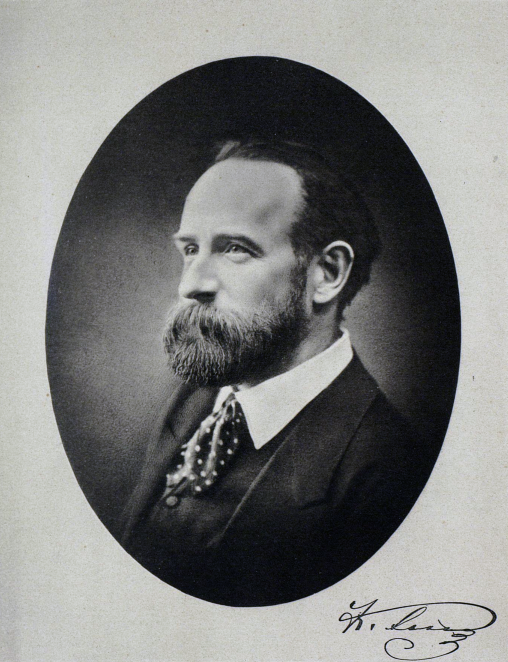
Karl Karlowitsch Rachau

Karl Karlowitsch Rachau (russisch Карл Карлович Рахау; * 12. Junijul. / 24. Juni 1830greg. in St. Petersburg, Kaiserreich Russland; † 27. Juni 1880 in Salzburg, Österreich-Ungarn) war ein russischer Architekt.

## Leben
Rachau studierte an der Kaiserlichen Akademie der Künste in der Klasse von Konstantin Andrejewitsch Thon. 1853 erhielt er seine erste Silbermedaille. 1857 schloss er das Studium ab mit einer Goldmedaille und einem Auslandsreisestipendium zur Vervollkommnung seiner Ausbildung. Er bereiste Spanien, Frankreich und Italien. Auf einer Ausstellung in Paris 1862 erhielt er eine Goldmedaille für sein Projekt zur Restaurierung der Alhambra in Granada. In München erhielt er ein Ehrendiplom.
Nach Rachaus Rückkehr nach St. Petersburg 1864 wurde er sogleich zum Akademiker für Architektur ernannt. 1866 wurde er in das Bautechnikkomitee des Innenministeriums aufgenommen. 1867 wechselte er in die Bauabteilung der St. Petersburger Gouvernementsverwaltung. Daneben begann er an der Akademie der Künste zu lehren. 1870 wurde er zum Professor für Architektur ernannt und wurde Mitglied des Akademie-Rats. Ab 1871 arbeitete er in der St. Petersburger Stadtverwaltung. 1873 wurde er Mitglied des Baukomitees des Amtes für Sozialeinrichtungen der Kaiserin Maria.
1880 reiste Rachau zur Kur nach Wiesbaden und Bad Gastein. Auf der Rückreise erlitt er in München einen Anfall psychischer Störungen, wonach er in einem Salzburger Krankenhaus starb.

## Werke
- Grabkapelle der Grafen Lewatschow im Alexander-Newski-Kloster
- Geländer der Liteiny-Brücke
- Erlöser-Verklärungs-Kathedrale in Schytomyr (1866–1874 mit Ernest Gibert und W. G. Schalamow)[3]
- Villa des Unternehmers Franz Friedrich Wilhelm San-Galli (1869–1872 mit I. I. Gornostajew)[4]
- Bahnhof in Rybinsk (1870–1902, abgebrannt)[5]
- Umbau der 1730 gebauten E.-M.-Meier-Villa, Angliskaja Nabereschnaja 30, St. Petersburg (1870–1872 mit Rudolf von Bernhard)
- Rekonstruktion der von Harald Julius von Bosse 1862–1865 mit Dawid Iwanowitsch Grimm gebauten Deutschen Reformierten Kirche, Bolschaja Morskaja Uliza 58, St. Petersburg (1872, seit den 1930er Jahren nach Umbau Kulturpalast der Postarbeiter)
- Laternen an der Alexandersäule auf dem St. Petersburger Palastplatz (1876)
- San-Galli-Mietshaus, Puschkinskaja Uliza 9, St. Petersburg (1877–1878)
- Mietshaus des Fabrikanten L. J. Kenig, Bolschoi Prospekt der Wassiljewski-Insel 15/5, St. Petersburg (1878–1879, Nicholas Roerich wohnte hier 1905–1906)

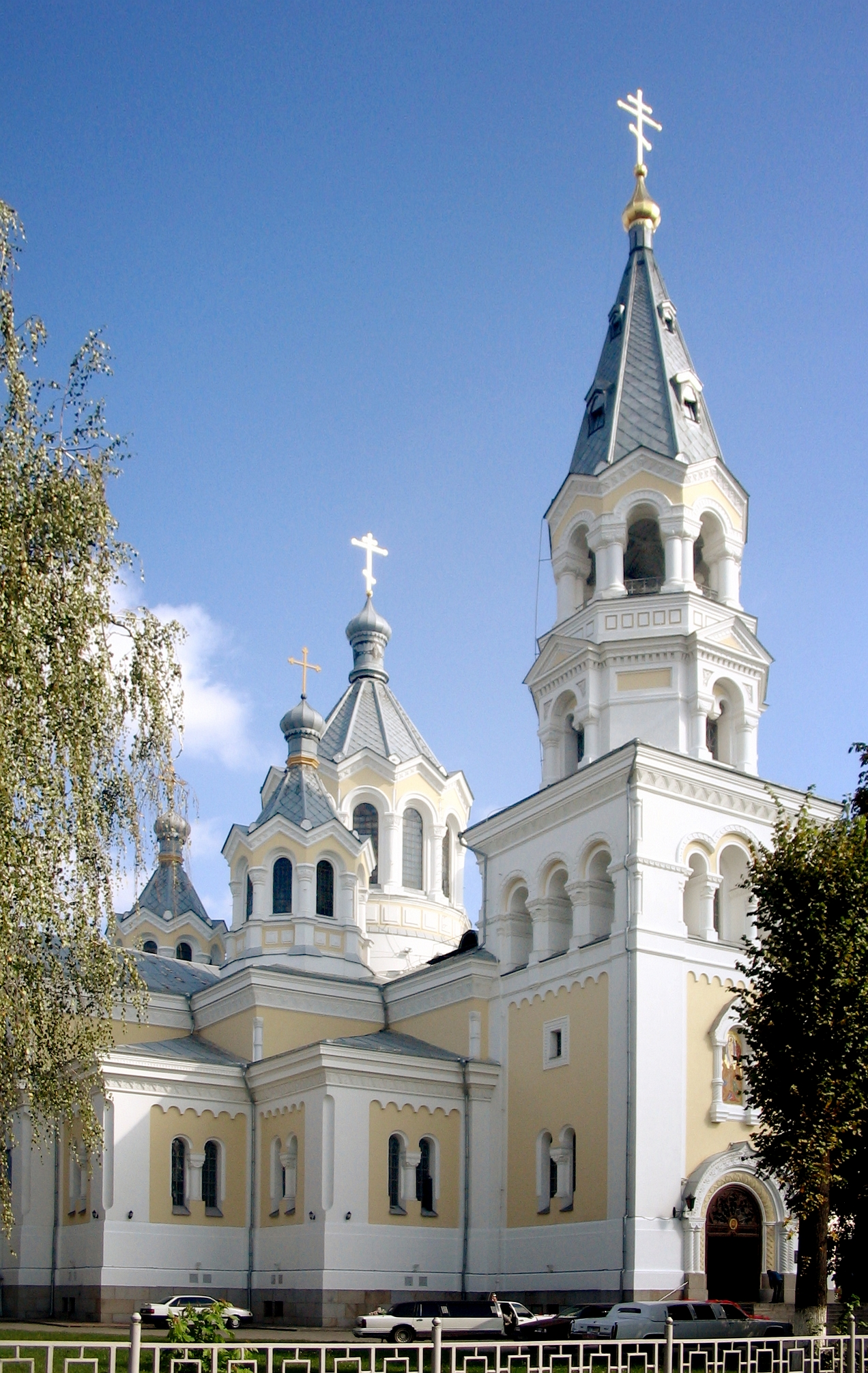
Erlöser-Verklärungs-Kathedrale, Schytomyr
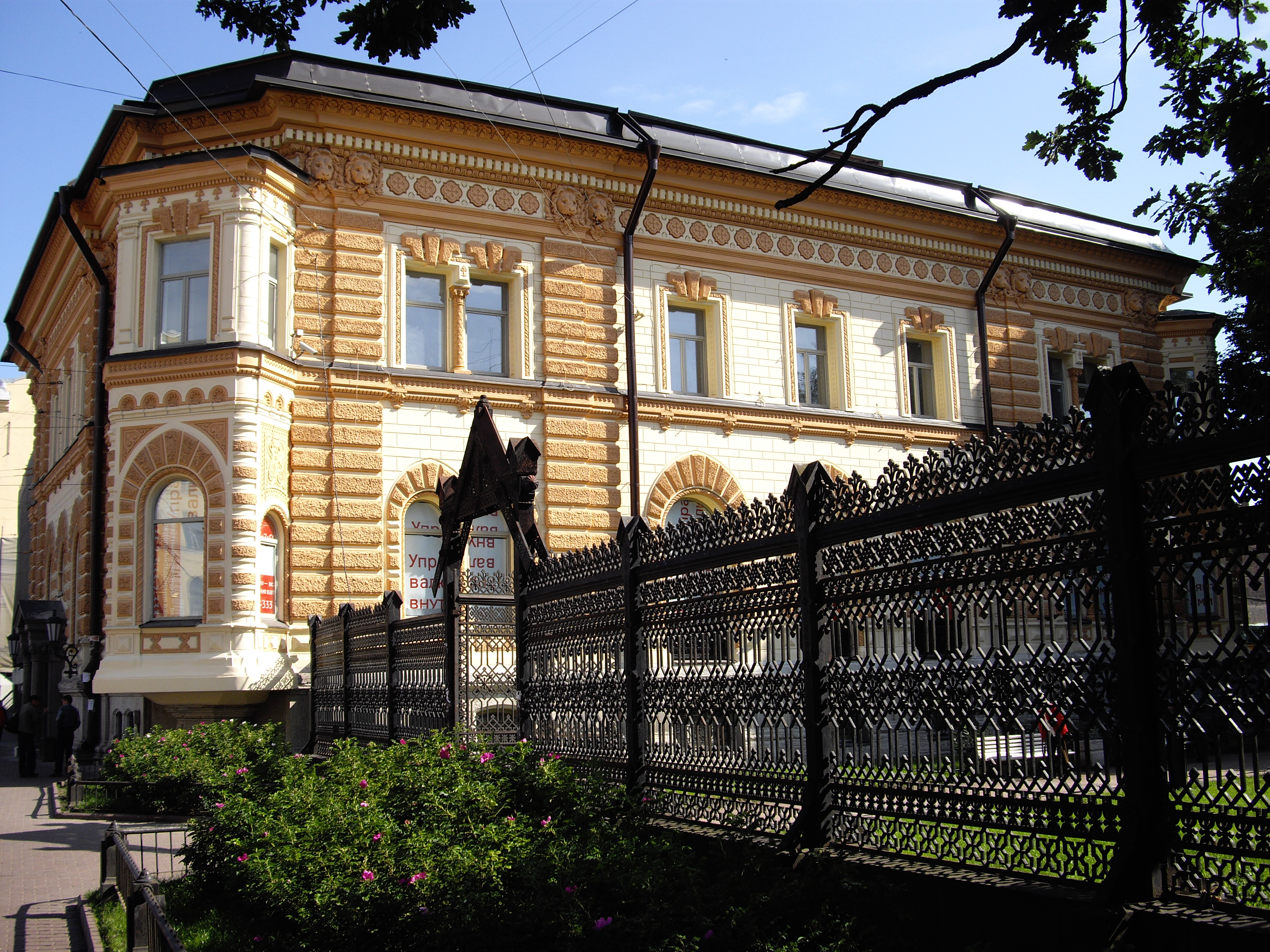
San-Galli-Villa, Ligowski Prospekt 62, St. Petersburg
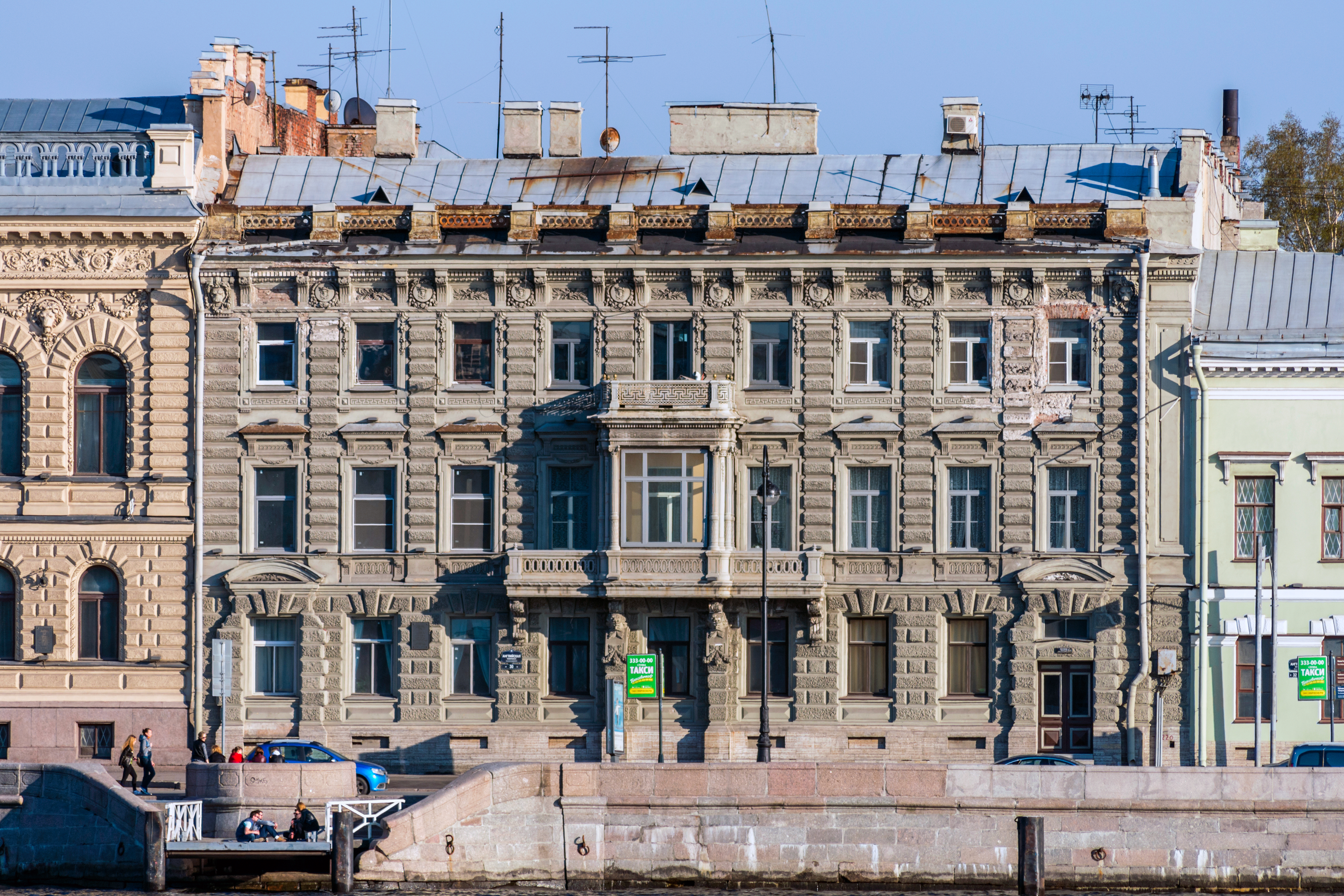
E.-M.-Meier-Villa, Angliskaja Nabereschnaja 30, St. Petersburg
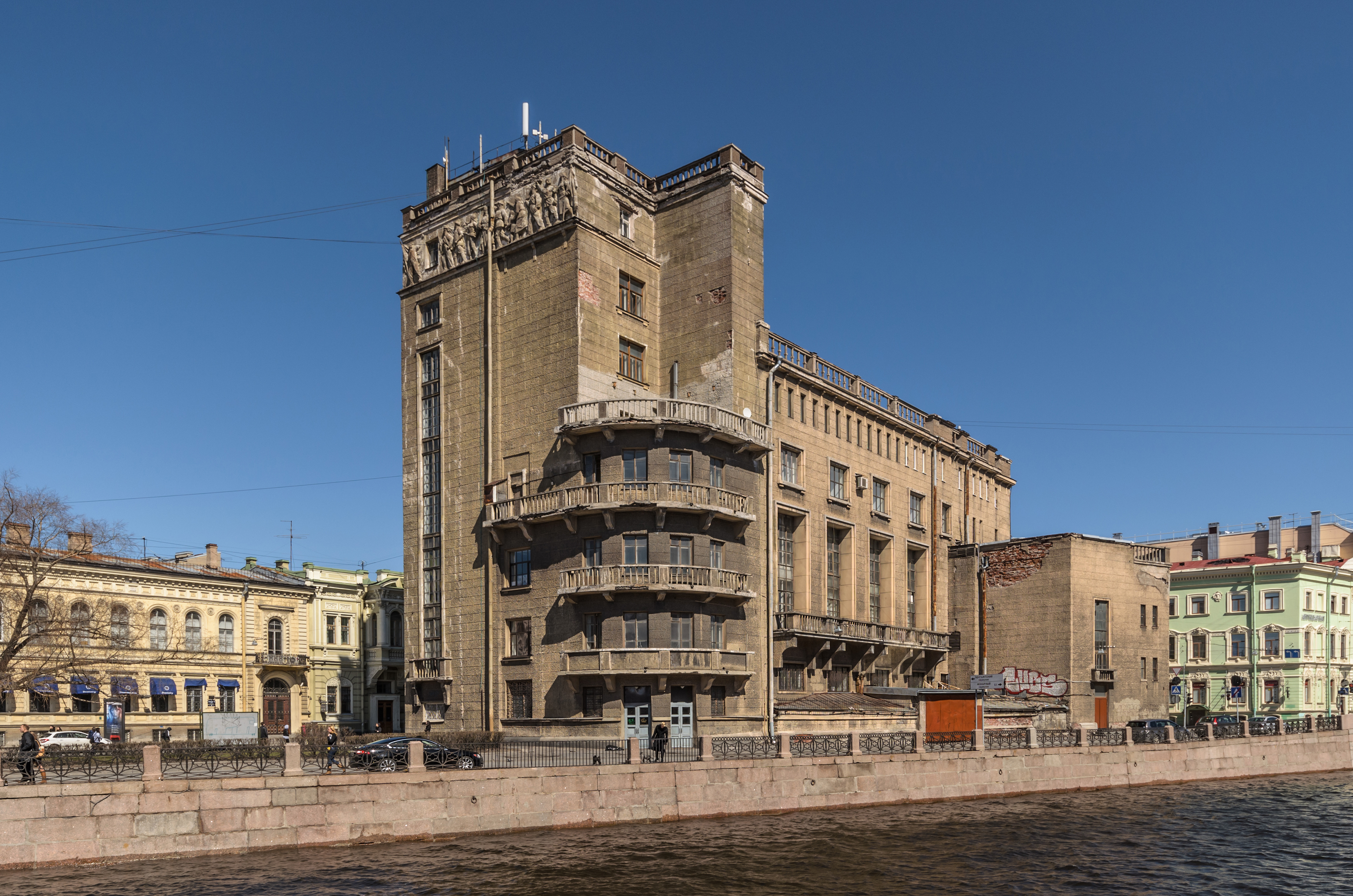
Kulturpalast der Postarbeiter, Bolschaja Morskaja Uliza 58, St. Petersburg
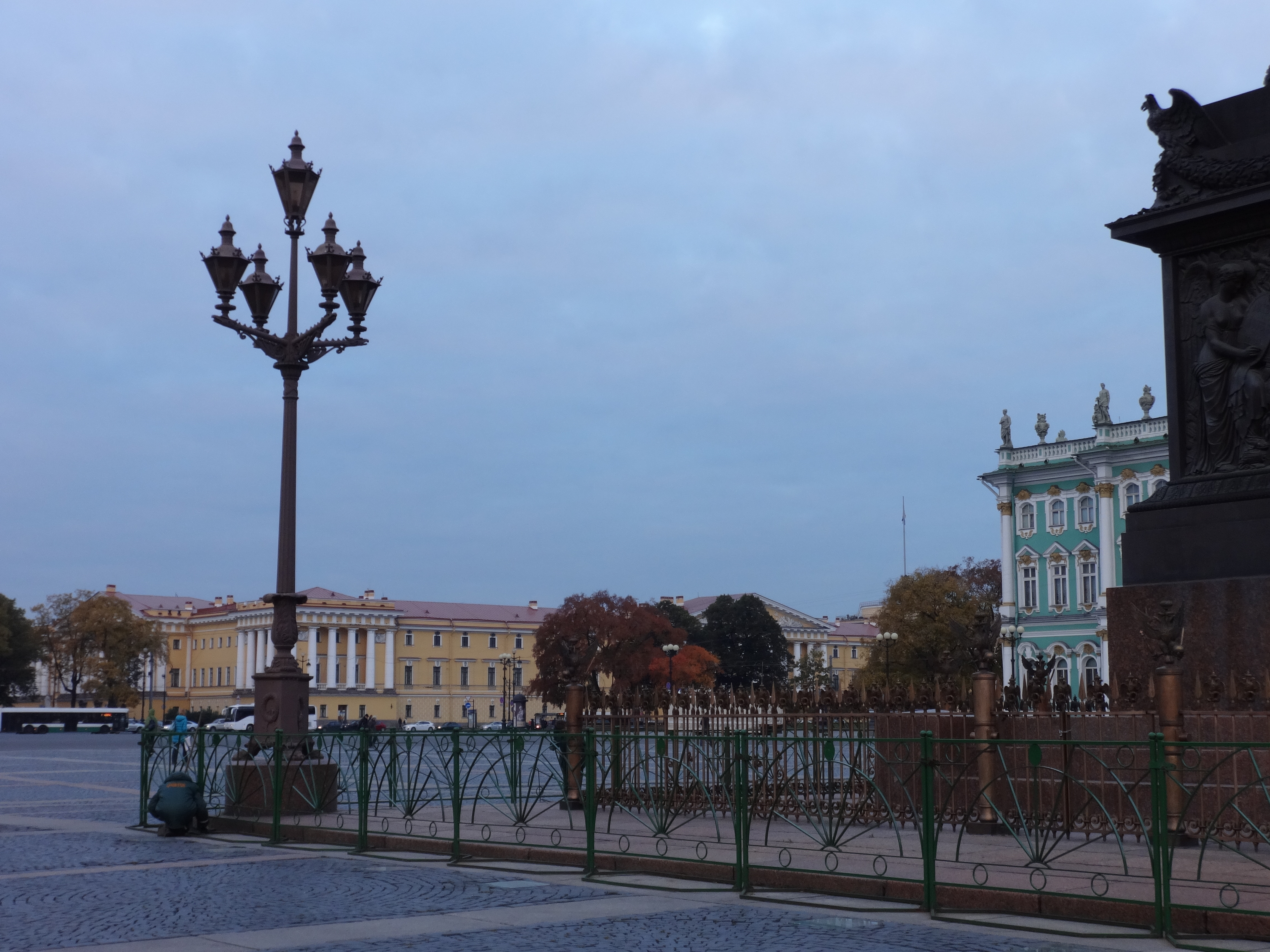
Laterne an der Alexandersäule, Palastplatz, St. Petersburg